# ماكس برودهيرست
ماكس برودهيرست (بالإنجليزية: Max Broadhurst)‏ هو لاعب كرة قدم أمريكية أمريكي، ولد في 6 سبتمبر 1896 في وكيشا في الولايات المتحدة، وتوفي في 9 يوليو 1947 في مقاطعة ماهور في الولايات المتحدة.

## وصلات خارجية
- ماكس برودهيرست على موقع مرجع كرة القدم المحترفة.كوم (الإنجليزية)